# Ковальчук Вадим Петрович
Вадим Петрович Ковальчук — український полковник. Станом на 2016 рік був заступником начальника Управління Служби безпеки України в Закарпатській області.

## Нагороди
- медаль «За військову службу Україні» (05.10.2009)[2] — «за вагомий особистий внесок у захист державних інтересів України, зразкове виконання службових обов'язків у викритті злочинних організованих угруповань»;
- орден Богдана Хмельницького III ступеня (24.08.2012)[3] — «за вагомий особистий внесок у захист державного суверенітету, забезпечення конституційних прав і свобод громадян, зміцнення економічної безпеки держави, зразкове виконання службового обов'язку та з нагоди 21-ї річниці незалежності України».